# مدرسه حاج محمدابراهیم
مدرسه حاج محمد ابراهیم خوانساری دومین مدرسه تأسیس‌شده در شهر اراک و یکی از پنج حوزه علمیه این شهر می‌باشد که توسط حاج محمد ابراهیم خوانساری (۱۲۶۰ هجری قمری-۱۳۲۲ هجری قمری)، از تاجران فرش و واقفان اراک، در خلال سال‌های ۱۳۱۵ تا ۱۳۲۲ هجری قمری تأسیس گردید. همچنین عبدالکریم حائری یزدی در خلال دومین سفرش به اراک،(بعد از فوت حاج محمد ابراهیم خوانساری) بنای این مدرسه دینی را تکمیل کرد. بنای این مدرسه دارای آب‌انبار، کتابخانه، مسجد دو طبقه و حمام نیز بوده‌است و معماری آن همچون مدارس چهار ایوانی دو اشکوبه زمان قاجار بوده‌است. از اساتید این مدرسه می‌توان به حائری یزدی، سید محمدرضا گلپایگانی و محمدعلی اراکی اشاره کرد. این مسجد امروزه در خیابان شهید بهشتی، در کوچه روبروی مسجد حاج‌آقا صابر واقع می‌باشد. 